# Oswald Veblen
Oswald Veblen   (Decorah, 24 de juny de 1880 - Brooklin, 10 d'agost de 1960) va ser un matemàtic nord-americà.
Veblen era net d'una parella noruega emigrada als Estats Units el 1847. El seu pare, Andrew Anderson Veblen (1848–1932), va ser professor de física i matemàtiques al Luther College (fins al 1883) i a la universitat d'Iowa després i un oncle seu, Thorstein Bunde Veblen (1857–1929), va ser un notable sociòleg i economista. Veblen es va graduar el 1898 a la universitat d'Iowa i el 1900 va obtenir un segon grau a la universitat Harvard abans d'anar a la universitat de Chicago, on el seu oncle era professor, per fer el doctorat. Va obtenir el grau de doctor el 1903 amb una tesi sobre fonaments de la geometria dirigida per Eliakim Hastings Moore.
Va romandre a Chicago dos cursos més com associat de matemàtiques, el que li va donar oportunitat de relacionar-se amb els professors alemanys Oskar Bolza i Heinrich Maschke, aleshores a Chicago, però que havien rebut la seva formació a Berlín i Göttingen.
El 1905, la universitat de Princeton, dirigida per qui després seria president dels Estats Units Woodrow Wilson, es va embarcar en un gran programa de millora. En aquest marc va contractar, entre d'altres, Veblen com a professor de matemàtiques. Veblen ja no va deixar Princeton mai més. El 1908 es va casar amb Elizabeth Richardson, germana del britànic futur premi Nobel de Física Owen Willans Richardson, motiu pel qual també va ser cunyat d'un altre premi Nobel: Clinton Davisson.
El 1917, sent Wilson ja president americà i en declarar-se la guerra contra Alemanya durant la Primera Guerra Mundial, va ser voluntari, amb el rang de capità, per comandar l'oficina de recerca balística de l'armada a Sandy Hook (New Jersey). A començaments de 1918 es va traslladar al recentment creat camp de tir Aberdeen Proving Ground, on va crear els equips de recerca i computació. Un dels matemàtics que va reclutar va ser Norbert Wiener, pare de la cibernètica.
El 1923 va ser escollir president de la Societat Americana de Matemàtiques, càrrec des del que va engegar una reeixida campanya de finançament de les institucions de recerca en matemàtiques.
El 1929, els germans Bamberger, de New Jersey, es van vendre la seva cadena d'establiments a Macy's i van anunciar que farien una donació de cinc milions de dòlars per crear un institut dental a Newark (Nova Jersey), antiga seu de l'empresa. El conegut pedagog Abraham Flexner els va convèncer d'invertir els diners en una institució de recerca més abstracta: havia nascut el Institut d'Estudis Avançats de Princeton. I Oswald Veblen, que havia suggerit la idea a Flexner, en va ser el primer professor contractat el 1932 i el responsable, en línies generals, dels Institut de Matemàtiques. En els tres anys següents l'Institut va contractar Albert Einstein, Weyl, von Neumann, Alexander i, com a professor visitant, Pauli. La influència més destacable de Veblen al Institut potser va ser la definició de la política post-doctoral.
Veblen va passar a ser professor emèrit el 1950. Abans, havia fet tots els esforços per atraure matemàtics europeus que fugien del nazisme per diverses raons.
Veblen va ser, fonamentalment un geòmetra, interessat per la teoria dels postulats. Va fer aportacions importants en els camps de la geometria projectiva, de la geometria diferencial, de la topologia i dels espinors. El seu interès pels fonaments de la geometria, el va conduir a desenvolupar els programes de recerca en lògica matemàtica i en teoria de les funcions recursives. A part dels dos llibres que va escriure conjuntament amb John Wesley Young, Projective geometry (1910) i The foundations of geometry (1911), va escriure una seixantena llarga d'articles en revistes científiques.